# Alpha (album)
Alpha (stilizirano ALPHA) je jedanaesti studijski album Jelene Karleuše. Izdan je 13. kolovoza 2023. godine. Idući album, Omega, izdan je nakon tjedan dana. Promocija albuma održana je u Beogradu na vodi.

## Popisi pjesama
| Br. | Skladba          | Trajanje |
| --- | ---------------- | -------- |
| 1.  | »KARLYB*TCH«     | 2:17     |
| 2.  | »Benga«          | 2:58     |
| 3.  | »Block!«         | 2:35     |
| 4.  | »Mashallah«      | 2:28     |
| 5.  | »Alien«          | 2:51     |
| 6.  | »Karma«          | 2:29     |
| 7.  | »Takita«         | 2:56     |
| 8.  | »Rehabilitacija« | 3:38     |
| 9.  | »Lucifer«        | 2:25     |
| 10. | »KARLYB*TCH 2«   |          |

Pjesma br. 4 duet je s Milicom Pavlović.

## Izdanja
| Regija | Datum             | Format    | Izdavač                        |
| ------ | ----------------- | --------- | ------------------------------ |
| Svijet | 13. kolovoza 2023 | streaming | JK Entertainment, Virgin Music |
| Srbija | 24. travnja 2024  | CD        | JK Entertainment, City Records |

Najavljeno je i LP izdanje albuma.